# Chyliza palpibasis
Chyliza palpibasis är en tvåvingeart som beskrevs av Shatalkin 1998. Chyliza palpibasis ingår i släktet Chyliza och familjen rotflugor. Inga underarter finns listade i Catalogue of Life.